# Тодор Джебаров
Тодор Иванов Джебаров е български възрожденец, учител и народен представител.

## Биография
Тодор Джебаров е роден на 18 март 1850 г. в град Шумен. Син е на абаджията Иван Николов Джебаров, който между 1823 и 1836 г. е интендант при бащата на княз Куза в Румъния.
Основното си образование получава в Шуменското взаимно училище при Добри Войников, Атанас Гранитски и Димитраки Константинов. През 1864 г. заминава за Цариград при брат си Никола, който е търговец. Там в продължение на 1 година учи в българското училище във Фенер. Силно е повлиян от борбата на тамошните българи за църковна и политическа независимост. Получава стипендия да учи в английското училище „Сент Жулиен“ на остров Малта, но не отива, защото то е затворено поради холерна епидемия. В периода 1865 – 1869 г. учи в американския Робърт колеж в Цариград. След завръщането си в Шумен през 1869 г., бива назначен за главен учител в гимназията, където преподава алгебра, физика и френски. Остава там до 1872 г.
От 1872 до 1875 г. е на работа при Хиршовата компания, като сътрудничи при планирането и строежа на железницата Каспичан-Шумен-Ямбол-Търново. В това време поддържа контакти с движението за свобода в Шумен начело с Панайот Волов. Обвинени в участие в политически организации, Джебаров и други биват изпратени в русенския затвор за 5 месеца. През 1876 г. Тодор Джебаров се венчава за Жеча Николчева Патоева. И двамата стават учители в Шуменското училище (1875 – 1877).
По време на Руско-турската война (1877 – 1878) действа като разузнавач на Действащата Руска армия.
През 1878 г. е избран едногласно за председател на Шуменския окръжен съвет, а през 1879 г. е народен представител в Учредителното събрание „по звание“ като председател на съвета. Консерватор по убеждение. Внася предложението София да стане столица на Княжество България. Народен представител в I- то Велико Народно събрание, което избира първия български княз Александър I Батенберг от Шумен.
От 1879 до 1885 г. Тодор Джебаров е окръжен управител последователно в Свищов (16 април 1879), Плевен (1880), Свищов (20 май 1881), Варна (21 септември 1882) и Разград (15 октомври 1883 – 1884). Урежда междуселищна поща в Свищовски окръг и предлага измерване на разстоянията между селата и градовете. Тези инициативи се възприемат и впоследствие се въвеждат в цяла България. Заместник-кмет на Шумен през 1880 г.
Имайки необходимата техническа подготовка, през 1885 г. става секретар на техническата комисия по постройката на железницата Цариброд-София-Вакарел. След построяването на линията през 1891 г., е назначен за инспектор по експлоатацията на същата, както и на линията Бургас–Ямбол. Член на техническата комисия по постройка на железниците и пристанищата до 1908 г. От 1903 до 1906 г. е директор на Държавната печатница. По това време се установява да живее в София.
Жеча Джебарова, която е имала пет деца, е починала през 1921 г., а Тодор Иванов Джебаров достига дълбока старост и умира на 27 януари 1945 г. на 95 години.

## Памет
В град София, Район „Триадица, квартал „Манастирски ливади“, има улица на името на Тодор Джебаров (Карта).